# Playa de las Filipinas
La playa de la Murtra o de las Filipinas es una playa situada en el término municipal de Viladecans, España, siendo una de las cuatro playas que posee esta localidad catalana y la que está más al este (las otras son La Pineda, La Pineda de Cal Francès y el Remolar, en dirección oeste). Se encuentra separada de Gavà por la riera de la laguna de la Murtra (este), que le da el nombre.
A pesar de que oficialmente la «playa de la Murtra o de Filipinas» se restringe a la zona entre la laguna de la Murtra y el espigón de la Murtra (aprox. 200 m de largo total), esta denominación suele englobar también a las otras playas mencionadas del municipio de Viladecans, acabando pues en el otro extremo en la desembocadura del estany del Remolar (2,5 km totales de playa). Estas playas son nudistas, en especial en el área oeste, cercana al aeropuerto de El Prat.
Apenas se encuentra urbanizada, y de hecho su paisaje está protegido por la reserva natural del Delta del Llobregat y por lo tanto esta vallado y es inaccesible. Se trata de un paraje dunar bordeado por pinos piñoneros y otras especies típicas del litoral. También es un importante área de nidificación para las aves autóctonas.
No se debe confundir con la playa de la Murtra de Sant Pol de Mar, también llamada playa del Molí o del Refugio.

## Servicios
Cuenta con un párking de pago (5€, 12h) y que opera de 8:00 de la mañana a 20:00 de la noche.
El acceso de canes solo está permitido entre el 30 de septiembre y el 1 de abril, estando prohibido en la época estival.